# آی‌ان‌اس شاردول (۲۰۰۴)
آی‌ان‌اس شاردول (۲۰۰۴) (به انگلیسی: INS Shardul (2004)) یک کشتی است که طول آن 125 m می‌باشد. این کشتی در سال ۲۰۰۴ ساخته شد.